# Avió espacial
Un avió espacial és una aeronau dissenyada per volar a altituds extremes a l'espai i tornar a la Terra. Combina algunes de les característiques d'una aeronau i parts d'un vehicle espacial. Típicament, pren la forma d'una nau espacial equipada amb ales, encara que s'han dissenyat lifting bodies (cossos portants). La propulsió per arribar a l'espai pot ser basada purament en coets o pot utilitzar l'ajuda de motors d'aspiració atmosfèrica.

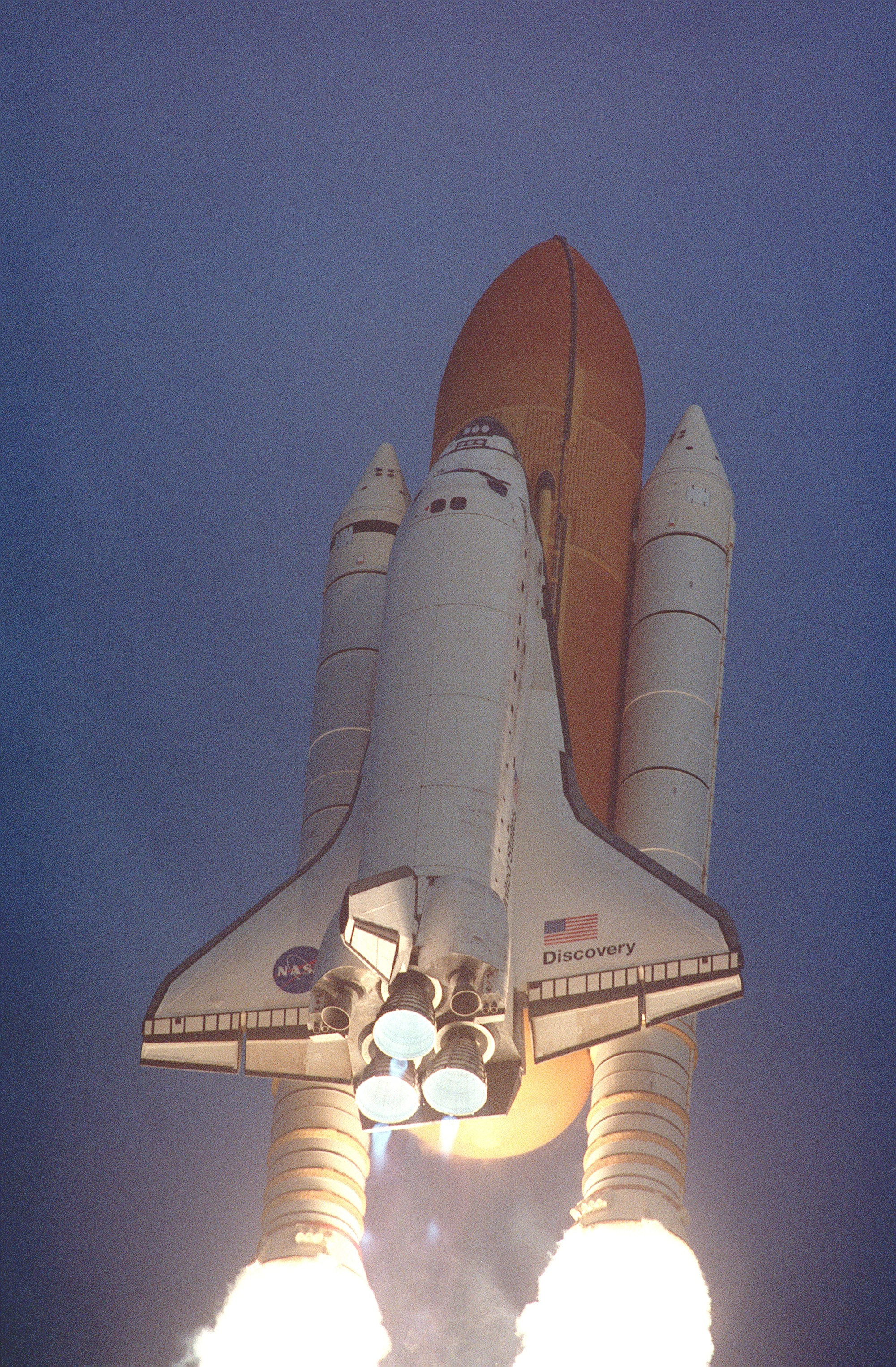
L'enlairament del transbordador espacial Discovery de la NASA. Els transbordadors espacials estatunidencs són avions espacials tripulats.

Fins ara, només els avions coet han tingut èxit en arribar a l'espai, encara que alguns s'han transportat fins a una alçada de diverses desenes de milers de peus per aeronaus convencionals abans de l'alliberament.